# Debra Monk
Debra Monk (Middletown, 27 de fevereiro de 1949) é uma atriz americana. Ela é mais conhecida por interpretar Jeannie Yancey em NYPD Blue, Betty Cragdale em Mozart in the Jungle e Karen Brantley em New Amsterdam.

## Filmografia

### Cinema
| Ano  | Título                             | Papel                            | Notas          |
| ---- | ---------------------------------- | -------------------------------- | -------------- |
| 1992 | Prelude to a Kiss                  | Tia Dorothy                      |                |
| 1993 | For Love or Money                  | Sra. Wegman                      |                |
| 1993 | Fearless                           | Alison                           |                |
| 1994 | Quiz Show                          | Secretária de Kintner            |                |
| 1995 | The Bridges of Madison County      | Madge                            |                |
| 1995 | Jeffrey                            | Mãe                              |                |
| 1995 | Reckless                           | Terapeuta                        |                |
| 1996 | Bed of Roses                       | Mãe de Lewis                     |                |
| 1996 | Mrs. Winterbourne                  | Tenente Ambrose                  |                |
| 1996 | The Substance of Fire              | Martha Hackett                   |                |
| 1996 | The First Wives Club               | Amante rejeitada                 |                |
| 1996 | Extreme Measures                   | Dra. Judith Gruszynski           |                |
| 1997 | In & Out                           | Sra. Lester                      |                |
| 1997 | KnitWits                           | Catherine                        | Curta-metragem |
| 1997 | The Devil's Advocate               | Pam Garrety                      |                |
| 1998 | Bulworth                           | Helen                            |                |
| 2000 | Center Stage                       | Nancy                            |                |
| 2003 | Briar Patch                        | Policial Avon                    |                |
| 2003 | Milwaukee, Minnesota               | Edna Burroughs                   |                |
| 2004 | Palindromes                        | Mama Sunshine                    |                |
| 2005 | Dark Water                         | Professora da Dalia              |                |
| 2005 | The Producers                      | Lamba-me-Morda-me                |                |
| 2007 | The Savages                        | Nancy Lachman                    |                |
| 2008 | The Great Buck Howard              | Doreen                           |                |
| 2009 | Love and Other Impossible Pursuits | Laura                            |                |
| 2012 | One for the Money                  | Sra. Plum                        |                |
| 2012 | The Brass Teapot                   | Trudy                            |                |
| 2013 | Ass Backwards                      | Proprietária da Loja de Penhores |                |
| 2014 | Reaching Home                      | Janet                            | Curta-metragem |
| 2014 | This is Where I Leave You          | Linda Callen                     |                |
| 2015 | Demolition                         | Mãe de Davis                     |                |
| 2019 | Standing Up, Falling Down          | Jeanie Rollins                   |                |
| 2024 | Hold                               | Virginia                         | Curta-metragem |

### Televisão
| Ano       | Título                             | Papel                                                    | Notas                                            |
| --------- | ---------------------------------- | -------------------------------------------------------- | ------------------------------------------------ |
| 1989      | One Life to Live                   | Enfermeira Medford                                       | Episódio: "1.5395"                               |
| 1990      | American Playhouse                 | Psiquiatra                                               | Episódio: "Women & Wallace"                      |
| 1992-1994 | Loving                             | Sandra Thorpe                                            | 4 episódios                                      |
| 1992      | Lifestories: Families in Crisis    | Karen Bell                                               | Episódio: "Public Law 106: The Becky Bell Story" |
| 1994-2005 | Law & Order                        | Kathleen O'Brien / Dra. Madelyn Stahl / Juíza G. Proctor | 3 episódios                                      |
| 1995      | Redwood Curtain                    | Geneva                                                   | Telefilme                                        |
| 1996–2001 | NYPD Blue                          | Katie Sipowicz                                           | 17 episódios                                     |
| 1997      | Ellen Foster                       | Tia Nadine                                               | Telefilme                                        |
| 1998      | Dellaventura                       | Madison Harcourt                                         | Episódio: "Made in America"                      |
| 1999      | KnitWits Revisited                 | Catherine                                                | Telefilme                                        |
| 2001–2002 | A Nero Wolfe Mystery               | Vários                                                   | 8 episódios                                      |
| 2001      | Kristin                            | Jeannie Yancey                                           | Episódio: "The Mother"                           |
| 2003      | The Music Man                      | Sra. Paroo                                               | Telefilme                                        |
| 2003      | The Wonderful World of Disney      | Maggie                                                   | 2 episódios                                      |
| 2003      | Frasier                            | Enfermeira Karen                                         | Episódio: "No Sex Please We're Skittish"         |
| 2006      | Desperate Housewives               | Marcella                                                 | Episódio: "Children and Art"                     |
| 2006–2011 | Grey's Anatomy                     | Louise O'Malley                                          | 7 episódios                                      |
| 2007      | Notes from the Underbelly          | Mãe de Andrew                                            | Episódio: "Mother's Milk"                        |
| 2007–2012 | Damages                            | Deniece Parsons                                          | 12 episódios                                     |
| 2007      | Law & Order: Criminal Intent       | Warden Pellis                                            | Episódio: "Untethered"                           |
| 2009      | The Closer                         | Mary Summers                                             | Episódio: "Blood Money"                          |
| 2009      | Glee                               | Sra. Schuester                                           | Episódio: "Acafellas"                            |
| 2009      | Ghost Whisperer                    | Anne Sullivan                                            | Episódio: "Till Death Do Us Start"               |
| 2010      | Brothers & Sisters                 | Alexandra Kirby                                          | Episódio: "Call Mom"                             |
| 2011      | Good Luck Charlie, It's Christmas! | Petunia                                                  | Telefilme                                        |
| 2012      | White Collar                       | Sra. Mitchell                                            | Episódio: "Pulling Strings"                      |
| 2014      | Girls                              | Dra. Sterns                                              | 2 episódios                                      |
| 2014      | Reckless                           | Juíza Gertrude Moss                                      | 5 episódios                                      |
| 2014      | Hot in Cleveland                   | Loretta                                                  | Episódio: "Win Win"                              |
| 2014–2018 | Mozart in the Jungle               | Betty Cragdale                                           | 21 episódios                                     |
| 2015      | What's Your Emergency              | Meredith Chatsworth                                      | Episódio: "Corporate Hell"                       |
| 2015      | The Jack and Triumph Show          | June jovem                                               | 2 episódios                                      |
| 2015      | Madam Secretary                    | Mary Lou Boris                                           | Episódio: "The Ninth Circle"                     |
| 2015–2017 | Sneaky Pete                        | Connie Persikof                                          | 2 episódios                                      |
| 2015      | Difficult People                   | Bunny Tack                                               | Episódio: "Difficult Christmas"                  |
| 2015      | Blindspot                          | Coronel Powers                                           | Episódio: "A Stray Howl"                         |
| 2016–2017 | Mercy Street                       | Mãe de Jedediah                                          | 2 episódios                                      |
| 2016      | The Good Wife                      | Tracy Mintz                                              | Episódio: "Judged"                               |
| 2016      | The Characters                     | Kim                                                      | Episódio: "John Early"                           |
| 2016      | Crowded                            | Linda                                                    | Episódio: "Come Back"                            |
| 2017      | NCIS: New Orleans                  | CEO Sarah Laroche                                        | Episódio: "Hell on the High Water"               |
| 2017      | Mr. Mercedes                       | Cap. Brooke Hockney                                      | 2 episódios                                      |
| 2018      | Dietland                           | Sra. Kettle                                              | 5 episódios                                      |
| 2018–2019 | Tell Me a Story                    | Esther Thorn                                             | 4 episódios                                      |
| 2019–2023 | New Amsterdam                      | Karen Brantley                                           | 36 episódios                                     |
| 2019      | Bull                               | Sandy Harper                                             | Episódio: "Don't Say a Word"                     |
| 2019      | At Home with Amy Sedaris           | Sra. Bjornson                                            | Episódio: "Thanksgiving"                         |
| 2019      | Instinct                           | Juíza Gillespie                                          | Episódio: "Finders Keepers"                      |
| 2022-2025 | The Gilded Age                     | Armstrong                                                | 25 episódios                                     |
| 2023      | The Marvelous Mrs. Maisel          | Helen Dyer                                               | Episódio: "The Pirate Queen"                     |
| 2023-2024 | American Horror Story: Delicate    | Virginia Harding                                         | 4 episódios                                      |

### Teatro
| Ano  | Título                     | Papel                      | Notas        |
| ---- | -------------------------- | -------------------------- | ------------ |
| 1981 | Pump Boys and Dinettes     | Prudie Cupp                | Off-Broadway |
| 1982 | Pump Boys and Dinettes     | Prudie Cupp                | Broadway     |
| 1988 | Young Playwrights Festival | Madre / Psiquiatra         | Off-Broadway |
| 1989 | Young Playwrights Festival | Barbara / Mona             | Off-Broadway |
| 1990 | Prelude to a Kiss          | Sra. Boyle                 | Off-Broadway |
| 1990 | Prelude to a Kiss          | Sra. Boyle                 | Broadway     |
| 1990 | Assassins                  | Sara Jane Moore            | Off-Broadway |
| 1991 | Nick & Nora                | Lily Connors               | Broadway     |
| 1992 | Innocent's Crusade         | Mame                       | Off-Broadway |
| 1992 | Man in His Underwear       | Jan Kirkland               | Off-Broadway |
| 1993 | Redwood Curtain            | Geneva                     | Broadway     |
| 1994 | Picnic                     | Rosemary Sydney            | Broadway     |
| 1995 | Death Defying Acts         | Phyllis                    | Off-Broadway |
| 1995 | Company                    | Joanne                     | Broadway     |
| 1996 | Chicago                    | Matron 'Mama' Morton       | Broadway     |
| 1997 | Steel Pier                 | Casal #32 / Shelby Stevens | Broadway     |
| 1998 | Ah, Wilderness!            | Essie Miller               | Broadway     |
| 2000 | The Time of the Cuckoo     | Leona Samish               | Off-Broadway |
| 2001 | The Seagull                | Polina                     | Off-Broadway |
| 2002 | Thou Shalt Not             | Madame Raquin              | Broadway     |
| 2004 | Reckless                   | Médicos de Um a Seis       | Broadway     |
| 2006 | Show People                | Marnie                     | Off-Broadway |
| 2007 | Curtains                   | Carmen Bernstein           | Broadway     |
| 2013 | Cat on a Hot Tin Roof      | Grande Mãe                 | Broadway     |
| 2018 | Amy and the Orphans        | Maggie                     | Off-Broadway |